# 比维利
比维利（法語：Buvilly）是法国汝拉省的一个市镇，属于隆莱索涅区（Lons-le-Saunier）波利尼县（Poligny）。该市镇总面积6平方公里，2009年时的人口为359人。

## 人口
比维利人口变化图示